# Impregnering

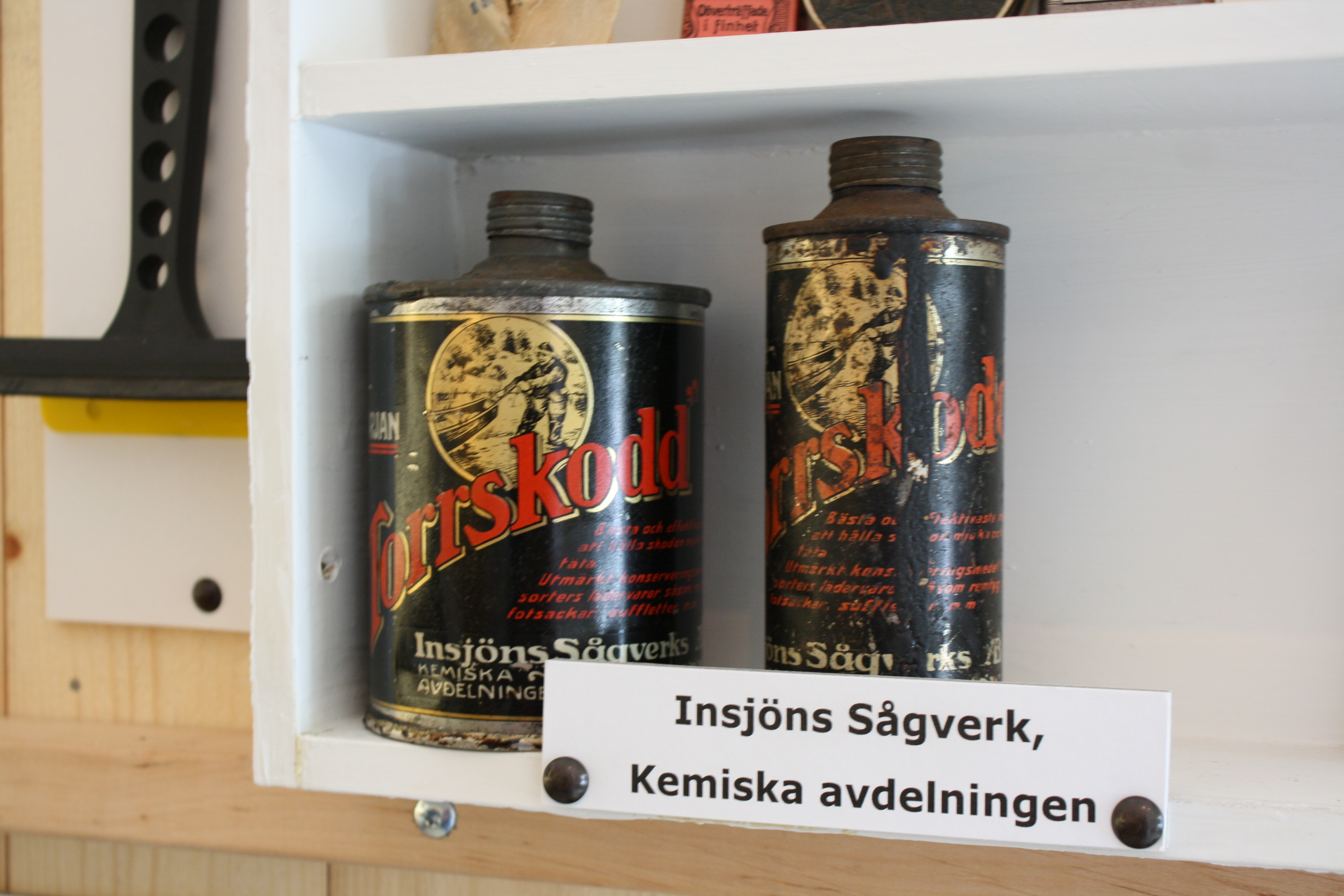
Torrskodd, impregnering från Insjöns sågverk. Bild från Företagsmuseet i Åhl.

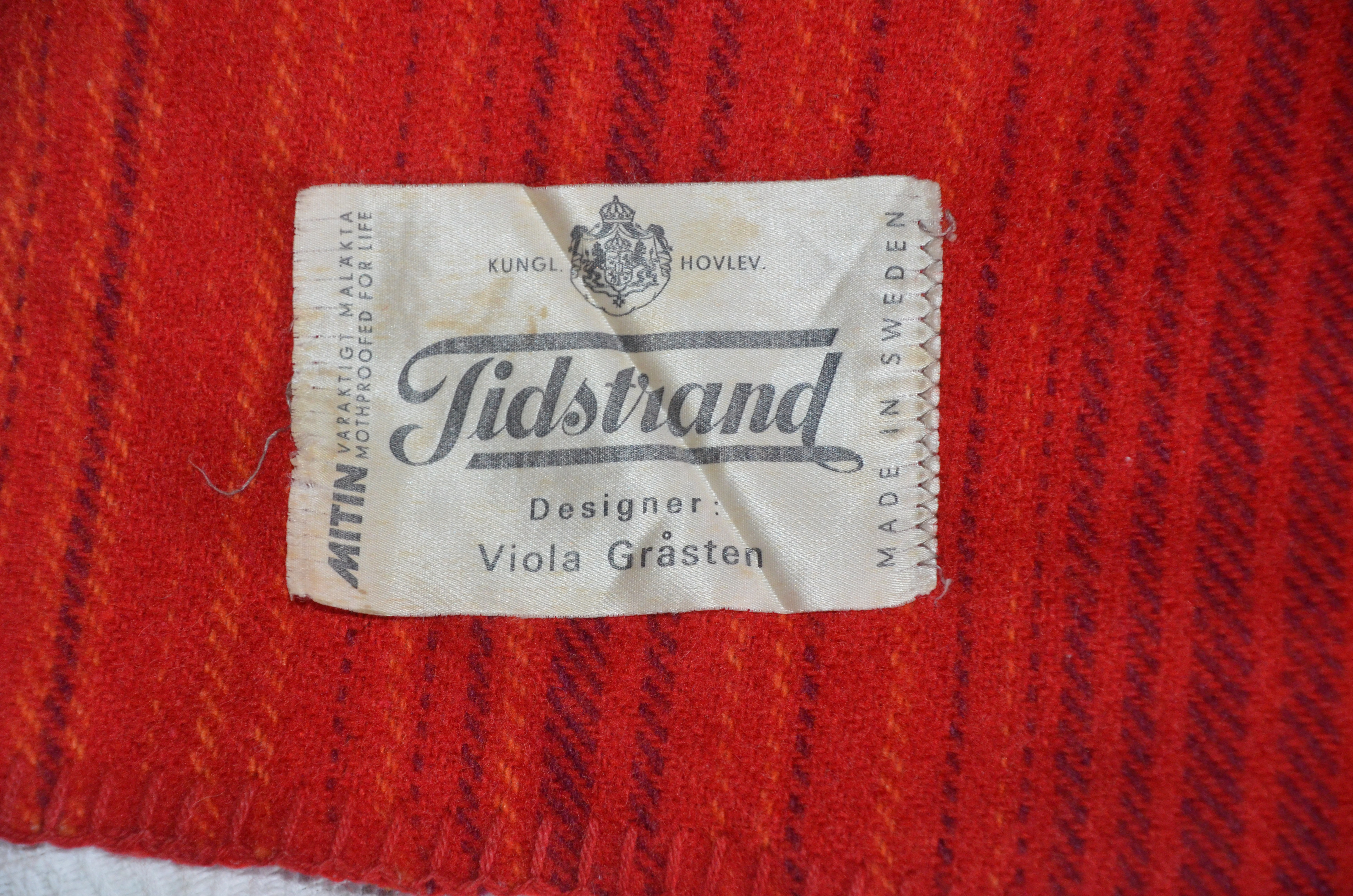
En pläd impregnerad med det miljöfarliga ämnet Mitin.

Impregnering är en metod för att ge ett material större motståndskraft mot fukt och/eller eld.

## Trä
Impregnering av trä sker ofta i en trycksatt tub (autoklav), där impregneringsvätskan tränger in i splintdelen av virket. Tidigare använde man kreosot och andra farliga vätskekombinationer, ofta med arsenikinnehåll. Dessa förbjöds 2004. De nuvarande vätskorna är mindre toxiska men inte ofarliga, så verksamheten bedrivs med stora skyddsåtgärder.
Det går också att tryckimpregnera med linolja. Virke som tryckimpregnerats med linolja är ett alternativ till det arsenikimpregnerade virket. Det är beständigt mot fukt och röta, spricker inte och kan målas utan att grundfärgas. Nackdelen är priset – nästan 50 procent dyrare än för traditionell impregnering.
Trä kan även impregneras med hjälp av en kisellösning. Det finns idag förutom ytimpregnering med kisellösningar även metoder för att kiselbehandla virke med full inträngning in till kärnan. 
Impregnering sker också naturligt hos bland annat tallar när barken skadas. Trädet fyller då splintveden med kåda, för att skydda sig mot parasitangrepp. Detta fenomen utnyttjades tidigare för framställning av extra motståndskraftigt virke och för ved att bränna trätjära av. Man valde då gärna träd med stor andel splintved, vars stammar skalades med en barkspade så högt man nådde. Bara en smal remsa bark lämnades, så att trädet kunde hålla sig vid liv, och fick stå så något eller några år innan det avverkades.

## Tyg
Man impregnerar också tyg för att hålla fukt ute. Den typen av impregnering görs genom ytbehandlig eller genomfuktning. Impregnering av tyger har minskat sedan amerikanen W L Gore uppfann Gore-Tex, ett tyg som håller fukt ute och samtidigt ändå ventilerar bort fukt från till exempel människokroppen. Plagg med vattenskyddande tyg behöver ofta impregneras ändå beroende på hur tyget applicerats. Det finns nu flera konkurrerande produkter till Gore-Tex på marknaden.
Även material i läder, exempelvis skor, kan behöva impregnering.